# Mijn Job Is Top
Mijn Job Is Top! is een Vlaams televisieprogramma geproduceerd door deMENSEN, uitgezonden op Ketnet.
In Mijn Job is Top! gaat presentator Nico Sturm met twee kandidaten op stoomcursus in de job van hun dromen. Een professional uit dat beroep leert hen de knepen van zijn vak. De kinderen maken kennis met drie basisbeginselen van de job en ze krijgen handige tips waarmee ze meteen aan de slag kunnen. Alles wat ze geleerd hebben moeten ze toepassen in een beslissende test. Die bepaalt wie van hen een topper is in zijn job.

## De beroepen
In dit spelprogramma komt een mix van 30 beroepen aan bod. Enerzijds zijn er de typische topberoepen die heel wat jongens en meisjes aanspreken: stewardess, stuntman, musicalactrice, politieagent… Maar er zijn ook beroepen die kinderen minder goed kennen: hoefsmid, cocktail-artiest, boomverzorger, cake designer… En ook knelpuntberoepen: verpleger, metselaar, kinderverzorgster, kapper…

## De professionals
De professionals bij wie de kandidaten op stoomcursus gaan, zijn vakmensen. Sommigen onder hen zijn bekende mensen zoals chocolatier Dominique Persoone, musicalactrice Deborah De Ridder, acteur Bruno Vanden Broecke en kapper Peter Platel.

## De kandidaten
De kinderen die deelnemen zijn tussen 10 en 12 jaar oud. Bij hun inschrijving mochten ze uit een lange lijst de job van hun dromen kiezen. De populairste beroepen waren acteur, dierenverzorger en kinderverzorgster. Maar er lopen in Vlaanderen ook jongens en meisjes rond die er van dromen om bloemist, graffitikunstenaar of nieuwslezer te worden.

## Afleveringen
| Aflev. | Professional         | Beroep             | Kandidaten                                      |
| ------ | -------------------- | ------------------ | ----------------------------------------------- |
| 1      | Dries Botty          | cocktailartiest    | Vincent Leroi en Lore Penne                     |
| 2      | Peter Platel         | kapper             | Ellen Robaert en Céline Vanden Meerschaut       |
| 3      | Koen Deweerdt        | graffitikunstenaar | Jerom Geerts en Keaton Upton                    |
| 4      | Maya Van Linthout    | taartenbakker      | Julie Grauls en Elias De Greef                  |
| 5      | Dominique Persoone   | chocolatier        | Lotte Simon en Justine Vermeire                 |
| 6      | Sjaak Kaandorp       | dierenarts         | Liesbeth Goossens en Nikolas Van Den Boer       |
| 7      | Merho                | striptekenaar      | Jordan Thijs en Serge van der Meijs             |
| 8      | Stefanie Meulmeester | bloembindster      | An-Sofie Heytens en Joni Dehert                 |
| 9      | Stijn Van den Steen  | stuntman           | Yuri Wolfs en Thomas Aelbers                    |
| 10     | Jeroen De Pauw       | kok                | Ella Deben en Manon Tytgat                      |
| 11     | Kris Van den Stee    | metselaar          | Dante Vromans en Jan Van Nevel                  |
| 12     | Barbara Broucke      | make-up artieste   | Brenthe Tilburghs uit Merchtem en Lien Willaert |
| 13     | Leo Beterams         | brandweerman       | Sander Huysmans en Tim Kempenaers               |
| 14     | Deborah De Ridder    | musicalster        | Habi Sow en Mirco Gijsens                       |
| 15     | Brecht Follet        | verpleegkundige    | Siele Jochems en Lisa Van Hove                  |
| 16     | Wim Beterams         | boomverzorger      | Tycho Caems en Martijn Janssen                  |
| 17     | Lara Somerlinck      | politieagente      | Ellen Dudal en Miguel Schmid                    |
| 18     | Nadine Willekens     | stewardess         | June Roelofs en Emma Dries                      |
| 19     | Freek Braeckman      | nieuwslezer        | Lupé Van Rijmenant en Oskar                     |